# 黃頜擬冰杜父魚
黃頜擬冰杜父魚，為輻鰭魚綱鮋形目杜父魚亞目杜父魚科的其中一種，為亞熱帶海水魚，分布於中太平洋東部美國加州至墨西哥下加利福尼亞半島海域，棲息深度6-201公尺，體長可達8.9公分，棲息在軟底層水域，生活習性不明。

## 扩展阅读
維基物種上的相關：黃頜擬冰杜父魚